# Relicinopsis
Relicinopsis — рід грибів родини Parmeliaceae. Назва вперше опублікована 1986 року.